# Сальвадор в Первой мировой войне
Сальвадор придерживался нейтралитета в Первой мировой войне.

## Первая мировая война

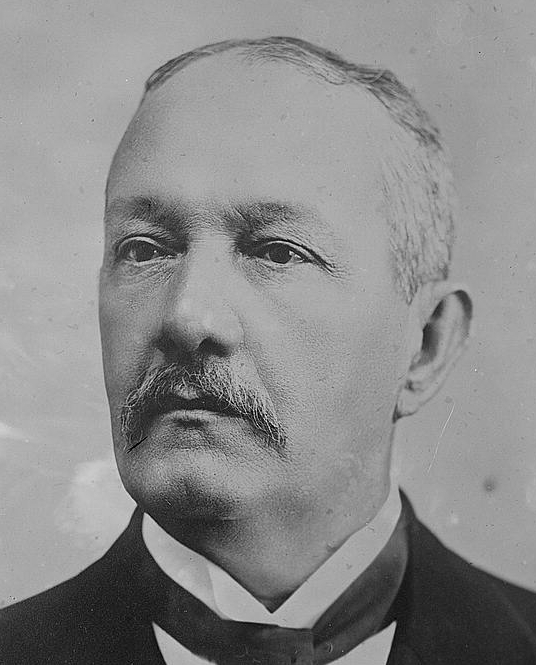
Президент Сальвадора, который добился неучастия Сальвадора в Первой мировой войне

Политика страны была «семейным делом», поскольку страной фактически управляла династия Мелендес. В Сальвадоре не было таких мощных американских экспортеров, как фруктовые компании, но внешняя торговля зависела от США. Национальная разведка сосредоточилась, во-первых, на сохранении семьи Мелендес у власти, во-вторых, на поддержке различных группировок внутри семьи против конкурирующих группировок. Сальвадор планировал в долгосрочной перспективе «объединиться» с Гондурасом, что могло привести к контроле Гондураса с помощью дипломатических средств. Самая большая внешняя угроза исходила от гватемальского диктатора Эстрады Кабреры, чьи амбиции и паранойя угрожали любому, кто выступал против него в Центральной Америке.
Сальвадор после начала войны провозгласил нейтралитет и сохранял его на протяжении всей войны, при этом не разрывал дипломатические отношения с Центральными державами, в отличие от многих своих соседей.
Когда США вступили в войну, то президент Сальвадора Карлос Мелендес предложил Соединённым Штатам использовать порты государства, подчеркивая, что это «дружественный нейтралитет».

## Влияние Октябрьской революции
Прямого влияние Октябрьская революция на Сальвадор она не оказала, поскольку Россия почти не участвовала в делах Сальвадора до конца 1920-х годов. Но будучи очень важным международным событием, русская революция часто появлялась в главных сальвадорских газетах после 1917 года, поэтому грамотные сальвадорцы, принадлежащие к буржуазной общественной сфере, знали о революции, а впоследствии идеи русских большевиков просочились и в неграмотную публику различными способами. Прежде всего для сальвадорцев, радикализированных в 1920-х и начале 1930-х годов, русская революция способствовала их развитию как революционеров. Немногие, кто был левым радикалом, собирали информацию из подпольных СМИ, изучали Россию и её революции, хотя они очень мало знали о ней с практической точки зрения.
До 1932 года русская революция постоянно присутствовала в мировоззрении сальвадорцев либо как нечто достойное подражания и восхищения, либо как нечто ненавистное и презираемое. Но для всех участников, коммунистов и антикоммунистов, Россия и ее революция оставалась далекими абстракциями, с неоднозначным значением. СССР проявил интерес к Сальвадору только в конце 1920-х годов, после того, как в профсоюзе FRTS возникла радикальная фракция, но его присутствие ограничивалось организационной ориентацией, в первую очередь в виде мексиканского советника, и не более того.
Восстание 1932 года в Сальвадоре не было поддержано Коминтерном, который считал, что страна не готова к революции.

## СМИ
Первая мировая война заполнила страницы газет в большей части мир в течение первых шести месяцев конфликта. Пресса Сальвадора не стала исключением. В частности, основные газеты сообщали о войне, используя новости, которые они могли получить через от международных информационных агентств: Havas, Reuter, Associated, а также из публикаций, газет, журналов, информационных бюллетеней, которые распространены в основных городах мира, интервью с людьми, которые им удалось провести прямо или косвенно.
С июня 1914 года по декабрь тема войны вызвала беспрецедентные масштабы информации. Например, с октября по декабрь 1914 года Diario de El Salvador опубликовал 716 информационных материалов, а в течение шести месяцев с января по июнь 1915 года, напечатал 441 материалов. Уменьшение количества информации было заметно уже в Декабре 1914 года, в основном из-за отсутствия бумаги, поскольку Сальвадор резко ограничил закупку этого сырья из Европы. Население интересовалось в отслеживании передвижения войск противостоящих групп, а также следило за международной политикой в это время. В отличие от газеты из Коста-Рики, обсуждалась не только активность Антанты, но и Центральных держав.
Фактически, газеты рассматривали войну как возможность увеличения заработка, поскольку новости войны были ценным товаром, но, учитывая невозможность прямого доступа к театру боевых действий, происходила активная манипуляция информацией. Например, подводная блокада, которую Германия объявляет Великобритании в феврале 1915 года была выставлена Diario de El Salvador достаточно умеренно.

## Экономика
Во время войны влияние капитала США начало всё более возрастать, а влияние европейского капитала значительно уменьшилось.  В частности, США предоставило президенту Х. Мелендесу заём в размере 16 млн долларов, что позволило выплатить внешний долг Англии, покрыть часть внутреннего долга и закрепить экономическую зависимость Сальвадора от правительства и кредитно-финансовых институтов США.

## Последствия нейтралитета
Сальвадор не участвовал в Парижской мирной конференции и не подписывал Версальский договор, но был приглашён к созданию Лиги Наций. 10 января 1920 года Сальвадор официально вступил в Лигу Наций.